# Violette Jacquet-Silberstein
Pour les articles homonymes, voir Silberstein.
Violette Jacquet-Silberstein (9 novembre 1925, Petroșani, Roumanie - 28 janvier 2014, Paris), déportée à Auschwitz, fait partie de l'Orchestre des femmes d'Auschwitz. Survivante de la Shoah, elle témoigne de son passé.

## Biographie

### Enfance
Violette Fiorica Silberstein est née le 9 novembre 1925, à Petroșani, en Roumanie,,, dans une famille de juifs hongrois. Elle arrive en France à l'âge de 3 ans. Sa famille s'installe à Boulogne-sur-Mer, puis au Havre.
À 14 ans, c'est l'exode. Elle part avec sa famille à Paris, puis Lille, où un oncle les accueille.

### Déportation à Auschwitz
Le 1er juillet 1943, Violette est arrêtée avec ses parents par la Gestapo, à la suite de la dénonciation de l'amant de sa tante. Violette et ses parents sont emmenés au camp de regroupement de Malines, le Drancy belge. Le 31 juillet 1943, ils sont déportés vers Auschwitz,.
Dès leur arrivée à Auschwitz, Violette est séparée de ses parents. Elle ne les revoit plus ; ses parents ont sans doute été immédiatement gazés. « Pour ma mère, je l'ai su dès le premier jour. Quand je l'ai interrogée, la femme qui nous tatouait m'a montré les deux cheminées, au loin. J'ai demandé si elle travaillait à l'usine. Elle m'a répondu : « Une usine de mort. » Et elle m'a expliqué. »
Violette échappe à l'extermination après avoir été recrutée comme violoniste dans l'Orchestre des femmes d'Auschwitz. Cet orchestre est composé d'une quarantaine de femmes et jouait chaque jour lors du départ et du retour des Juifs en kommandos de travail et les dimanches après-midi pour les officiers SS du camp. Leurs conditions de détentions sont moins dures que pour les autres femmes : moins de monde dans le bloc, une paillasse et couverture par personne ainsi qu'un vrai repas et une douche par jour (contre une par mois pour les autres détenues). Elle attrape le typhus, puis la une gale purulente et un phlegmon dans le bras qui sera enlevé mais non recousu.

### Bergen-Belsen
Violette Silberstein est évacuée d'Auschwitz en octobre 1944 vers le camp de Bergen-Belsen. Elle est libérée par les Anglais le 15 avril 1945. Elle rentre en France le 24 mai, seule survivante de sa famille. Elle n'a jamais su ce qui était arrivé à son père.

### Retour en France
Après la guerre, Violette Jacquet-Silberstein chante dans des cabarets parisiens, puis à Toulon.

### À l'Institution nationale des Invalides
Depuis mars 2009, Violette Jacquet-Silberstein résidait à l'Institution nationale des invalides (INI), dans le 7e arrondissement de Paris. Elle y meurt à l'âge de 88 ans, le 28 janvier 2014.

## Publications
- Les sanglots longs des violons de la mort, Oskar Éditions, 2005[9]; récit autobiographique pour enfants. 2009

## Théâtre
- Vis au long de la vie, au Théâtre de l’Épée de bois, à la Cartoucherie de Vincennes, mars 2009.

## Films
- Les Survivants (film, 2005)

## Distinctions
- Chevalier de la Légion d'honneur

## Hommages
- Hommage à Violette Jacquet-Silberstein. Compagnie Patrick Cosnet. 12 avril 2015.